# Together (Marvin Gaye & Mary Wells)
Together è l'unico album in studio inciso in duetto dai cantanti statunitensi Marvin Gaye e Mary Wells, pubblicato nel 1964.

## Tracce
1. Once Upon a Time – 2:32 (Barney Ales, Dave Hamilton, Clarence Paul, William "Mickey" Stevenson)
2. 'Deed I Do – 3:00 (Walter Hirsch, Fred Rose)
3. Until I Met You – 3:26 (Freddie Green, Donald Wolf)
4. Together – 2:49 (Buddy G. DeSylva, Lew Brown, Ray Henderson)
5. (I Love You) For Sentimental Reasons – 2:35 (William Best, Deek Watson)
6. The Late, Late Show – 2:42 (Roy Alfred, Murray Berlin)
7. After the Lights Go Down Low – 2:53 (Phil Belmonte, Leroy Lovett, Allen White)
8. Just Squeeze Me (Don't Tease Me) – 2:32 (Duke Ellington, Lee Gaines)
9. What's the Matter with You Baby – 2:24 (Barney Ales, Clarence Paul, William "Mickey" Stevenson)
10. You Came a Long Way from St. Louis – 2:52 (John Brooks, Bob Russel)